# Joe Biden kabinetje

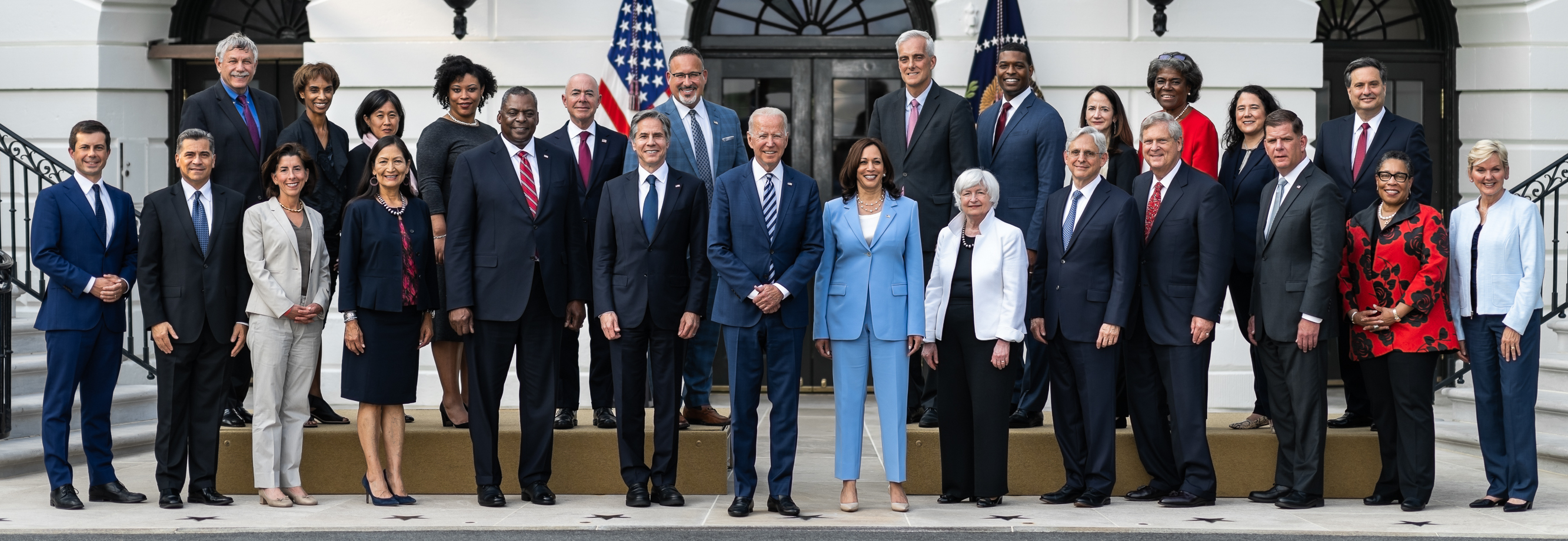
A kabinet 2021-es beiktatásukat követően

Joe Biden kabinetje az elnök 2021. január 20-i beiktatása után lépett hivatalba, az Egyesült Államok Szenátusának jóváhagyása után. A kabinetben mindkét nagy amerikai párt által támogatott jelöltek töltenek be pozíciókat.
A jóváhagyási folyamat a leglassabb volt az elnöki kabinetek történetében, a Donald Trump ellen indult második leváltási eljárás következtében. 2021 márciusára valamennyire felgyorsult a folyamat. Ronald Reagan 1981-ben kezdődő elnöksége óta Joe Biden az első elnök, akinek összes jelölt miniszterét jóváhagyták változtatások nélkül.

## Tisztségviselők

### Kabinet
A kabinet összes tagját az elnök jelöli, de a Szenátus jóváhagyása szükséges, hogy a jelölt betölthesse szerepkörét. Az alelnöki pozíciót a választások során döntik el, az elnökkel együtt.
| Az Egyesült Államok Szövetségi Kormánya                                            | Az Egyesült Államok Szövetségi Kormánya | Az Egyesült Államok Szövetségi Kormánya                    |
| Hivatal (eredeti megnevezése)                                                      | Személy                                 | Hivatali idő (Bejelentve)                                  |
| ---------------------------------------------------------------------------------- | --------------------------------------- | ---------------------------------------------------------- |
| Az Amerikai Egyesült Államok Alelnöke Vice President                               | Kamala Harris                           | 2021. január 20. – 2025. január 20. (2020. augusztus 11.)  |
| Külügyminiszter Secretary of State                                                 | Anthony Blinken                         | 2021. január 26. – 2025. január 20. (2020. november 23.)   |
| Pénzügyminiszter Secretary of the Treasury                                         | Janet Yellen                            | 2021. január 25. – 2025. január 20. (2020. november 30.)   |
| Védelmi miniszter Secretary of Defense                                             | Lloyd Austin                            | 2021. január 22. – 2025. január 20. (2020. december 8.)    |
| Az Egyesült Államok Legfőbb Ügyésze Attorney General                               | Merrick Garland                         | 2021. március 10. – 2025. január 20. (2021. január 7.)     |
| Belügyi miniszter Secretary of the Interior                                        | Deb Haaland                             | 2021. március 15. – 2025. január 20. (2020. december 17.)  |
| Mezőgazdasági miniszter Secretary of Agriculture                                   | Tom Vilsack                             | 2021. február 23. – 2025. január 20. (2020. december 10.)  |
| Kereskedelmi miniszter Secretary of Commerce                                       | Gina Raimondo                           | 2021. március 2. – 2025. január 20. (2021. január 7.)      |
| Munkaügyi miniszter Secretary of Labor                                             | Martin Walsh                            | 2021. március 22. – 2023. március 11. (2021. január 7.)    |
| Munkaügyi miniszter Secretary of Labor                                             | Julie Su                                | (2023. február 28.)                                        |
| Egészségügy-miniszter Secretary of Health and Human Services                       | Xavier Becerra                          | 2021. március 18. – 2025. január 20. (2020. december 7.)   |
| Lakásügyi és városfejlesztési miniszter Secretary of Housing and Urban Development | Marcia Fudge                            | 2021. március 10. – 2024. március 22. (2020. december 10.) |
| Közlekedési miniszter Secretary of Transportation                                  | Pete Buttigieg                          | 2021. február 2. – 2025. január 20. (2020. december 15.)   |
| Energiaügyi miniszter Secretary of Energy                                          | Jennifer Granholm                       | 2021. február 25. – 2025. január 20. (2020. december 17.)  |
| Oktatási miniszter Secretary of Education                                          | Miguel Cardona                          | 2021. március 1. – 2025. január 20. (2020. december 22.)   |
| Veteránügyek minisztere Secretary of Veterans Affairs                              | Denis McDonough                         | 2021. február 8. – 2025. január 20. (2020. december 10.)   |
| Belbiztonsági miniszter Secretary of Homeland Security                             | Alejandro Mayorkas                      | 2021. február 2. – 2025. január 20. (2020. november 23.)   |

### A kabinet alá tartozó tisztségviselők
Jelen tisztségviselők a kabinet ülésein tárgyalási joggal vesznek részt. Nem részei az elnöki utódlási sorrendnek.
| A kabinet alá tartozó tisztségviselők                                                      | A kabinet alá tartozó tisztségviselők | A kabinet alá tartozó tisztségviselők |
| Hivatal (eredeti megnevezése)                                                              | Személy                               | Kinevezés dátuma (Bejelentve) |
| ------------------------------------------------------------------------------------------ | ------------------------------------- | --- |
| Az elnök kabinetfőnöke White House Chief of Staff                                          | Ron Klain                             | 2021. január 20. – 2023. február 7. (2020. november 12.) |
| Az elnök kabinetfőnöke White House Chief of Staff                                          | Jeff Zients                           | 2023. február 8. – 2025. január 20. |
| Az Egyesült Államok külkereskedelmi képviselője Trade Representative                       | Katherine Tai                         | 2021. március 17. – 2025. január 20. (2020. december 10.) |
| Menedzsment- és költségvetési iroda Director of the Office of Management and Budget        | Shalanda Young                        | Megbízottként:* 2021. március 24. – 2021. november 24. (2021. március 3.) Igazgatóként: (2022. március 17. óta hivatalban, előtte 2021 novembere óta jelölt igazgató.) |
| A Környezetvédelmi Ügynökség vezetője Administrator of the Environmental Protection Agency | Michael S. Regan                      | 2021. március 10. – 2025. január 20. (2020. december 17.) |
| Az Egyesült Államok ENSZ nagykövete Ambassador to the United Nations                       | Linda Thomas-Greenfield               | 2021. február 23. – 2025. január 20. (2020. november 23.) |
| Az elnök gazdasági tanácsadója Chairman of the Council of Economic Advisers                | Cecilia Rouse                         | 2021. március 2. – 2023. március 31. (2020. november 30.) |
| Az elnök gazdasági tanácsadója Chairman of the Council of Economic Advisers                | Jared Bernstein                       | 2023. július 10. – 2025. január 20. (2023. február 14.) |
| Az elnök kisvállalkozási tanácsadója Administrator of the Small Business Administration    | Isabel Casillas Guzman                | 2021. március 16. – 2025. január 20. (2021. január 7.) |
| A nemzeti hírszerzés elnöke Director of National Intelligence                              | Avril Haines                          | 2020. január 21. – 2025. január 20. (2020. november 23.) |
| A Központi Hírszerző Ügynökség igazgatója Director of the Central Intelligence Agency      | William J. Burns                      | 2021. március 19. – 2025. január 20. (2021. január 11.) |
| Elnöki küldött klímaváltozásért U.S. Special Presidential Envoy for Climate                | John Kerry                            | 2021. január 20. – 2025. január 20. (2020. november 23.) |
| Az elnök tudományos és technológiai tanácsadója Office of Science and Technology Policy    | Eric Lander                           | 2021. május 28. – 2022. február 7. (2021. január 15.) |
| Az elnök tudományos és technológiai tanácsadója Office of Science and Technology Policy    | Alondra Nelson                        | 2022. február 18. – 2022. október 3. (megbízott) |
| Az elnök tudományos és technológiai tanácsadója Office of Science and Technology Policy    | Arati Prabhakar                       | 2022. október 3. – 2025. január 20. |
| *Neera Tanden, a korábbi jelölt 2021. március 2-án visszalépett a pozíciótól               |                                       | |

## Megválasztott hivatalok

### Elnök
A 2020-as amerikai elnökválasztáson Joe Biden (Demokrata), legyőzte Donald Trump elnököt, 306 elektori szavazattal, 232 ellenében.
Joe Biden 2021. január 20-án lépett hivatalba. Az Amerikai Egyesült Államok legidősebb elnöke lett, 78 évesen.
| Az Amerikai Egyesült Államok elnöke | Az Amerikai Egyesült Államok elnöke | Az Amerikai Egyesült Államok elnöke | Az Amerikai Egyesült Államok elnöke | Az Amerikai Egyesült Államok elnöke |
| Portré                              | Név                                 | Születési dátum                     | Háttér | Forrás                              |
| ----------------------------------- | ----------------------------------- | ----------------------------------- | --- | ----------------------------------- |
|                                     | Joe Biden                           | 1942. november 20. (82 éves)        | - Az Egyesült Államok 47. alelnöke (2009–2017) - Demokrata elnökjelölt (1988, 2008, 2020) - Delaware szenátora (1973–2009) - New Castle megye tanácsosa, 4. kerület (1970–1972) | [ 10 ]                              |

### Alelnök
Szenátor Kamala Harris (Demokrata-Kalifornia) az Egyesült Államok alelnökének lett választva a 2020-as amerikai elnökválasztáson, legyőzte Mike Pence alelnököt, 306 elektori szavazattal, 232 ellenében. Az alelnök beiktatásához nem szükséges szenátusi jóváhagyás, tekintve, hogy megválasztott pozíció és nem az elnököt szolgálja.
Kamala Harris 2021. január 20-án lépett hivatalba. Az Egyesült Államok első női, afroamerikai és ázsiai-amerikai alelnöke lett.
| Az Amerikai Egyesült Államok alelnöke | Az Amerikai Egyesült Államok alelnöke | Az Amerikai Egyesült Államok alelnöke | Az Amerikai Egyesült Államok alelnöke | Az Amerikai Egyesült Államok alelnöke |
| Portré                                | Név                                   | Születési dátum                       | Háttér | Forrás                                |
| ------------------------------------- | ------------------------------------- | ------------------------------------- | --- | ------------------------------------- |
|                                       | Kamala Harris                         | 1964. október 20. (60 éves)           | - Kalifornia szenátora (2017–2021) - Demokrata elnökjelölt (2020) - Kalifornia 32. főügyésze (2011–2017) - San Francisco 27. kerületi ügyésze (2004–2011) | [ 11 ]                                |

## Idővonal

### Szenátusi jóváhagyási folyamat
| Jelölt                  | Szavazás időpontja | Szavazatok (igen-nem) | Állapot   |
| ----------------------- | ------------------ | --------------------- | --------- |
| Avril Haines            | 2021. január 20.   | 84-10                 | Beiktatva |
| Lloyd Austin            | 2021. január 22.   | 93-2                  | Beiktatva |
| Janet Yellen            | 2021. január 25.   | 84-15                 | Beiktatva |
| Antony Blinken          | 2021. január 26.   | 78-22                 | Beiktatva |
| Pete Buttigieg          | 2021. február 2.   | 86-13                 | Beiktatva |
| Alejandro Mayorkas      | 2021. február 2.   | 56-43                 | Beiktatva |
| Denis McDonough         | 2021. február 8.   | 87-8                  | Beiktatva |
| Linda Thomas-Greenfield | 2021. február 23.  | 78-20                 | Beiktatva |
| Tom Vilsack             | 2021. február 23.  | 92-7                  | Beiktatva |
| Jennifer Granholm       | 2021. február 25.  | 64-35                 | Beiktatva |
| Miguel Cardona          | 2021. március 1.   | 64-33                 | Beiktatva |
| Gina Raimondo           | 2021. március 2.   | 84-15                 | Beiktatva |
| Cecilia Rouse           | 2021. március 2.   | 95-4                  | Beiktatva |
| Marcia Fudge            | 2021. március 10.  | 66-34                 | Beiktatva |
| Merrick Garland         | 2021. március 10.  | 70-30                 | Beiktatva |
| Michael Regan           | 2021. március 10.  | 66-34                 | Beiktatva |
| Deb Haaland             | 2021. március 15.  | 51-40                 | Beiktatva |
| Isabel Guzman           | 2021. március 16.  | 81-17                 | Beiktatva |
| Katherine Tai           | 2021. március 17.  | 98-0                  | Beiktatva |
| Xavier Becerra          | 2021. március 18.  | 50-49                 | Beiktatva |
| Martin Walsh            | 2021. március 22.  | 68-29                 | Beiktatva |
| Eric Lander             | 2021. május 28.    | HANG                  | Beiktatva |
| Shalanda Young          | 2022. március 15.  | 61-36                 | Beiktatva |
| Arati Prabhakar         | 2022. július 20.   | 56–40                 | Beiktatva |
| Julie Su                |                    |                       |           |